# Zonas ocupadas pelos Aliados na Áustria
Zonas ocupadas pelos Aliados na Áustria foram áreas da Áustria ocupadas pelos aliados da Segunda Guerra Mundial. Esta ocupação militar durou de 1945 a 1955.
Assim como a Alemanha, a Áustria também foi dividida depois da Segunda Guerra Mundial (1939 - 1945). A divisão deu-se da mesma maneira que no caso da Alemanha, em quatro partes para as quatro potências.

## Conferência de Ialta
Na Conferência de Ialta foi assinado um acordo entre os aliados, que separa a Alemanha da Áustria e também divide tanto a Alemanha, quanto a Áustria, criando quatro zonas de ocupação na Áustria e quatro zonas de ocupação na Alemanha. Segundo o historiador norte-americano Frank McCann, o Brasil foi convidado a participar da ocupação.
As últimas tropas das forças de ocupação deixaram o país em 25 de Outubro de 1955. No dia seguinte o parlamento declarou que a Áustria passaria a ser um país neutro.

## Divisão e criação das quatro "Zonas de Ocupação da Áustria"
Por isso, a Áustria foi dividida depois de 1945, assim:
- A França ficou com os dois estados austríacos: Tirol e Vorarlberg.
- O Reino Unido ficou com os dois estados austríacos: Caríntia e a Estíria.
- Os Estados Unidos ficaram com os dois estados austríacos: Salzburgo e a Alta Áustria.
- E a URSS ficou com os três estados austríacos: Burgenland, a Baixa Áustria e a capital, Viena.

## Zona de Ocupação de Viena

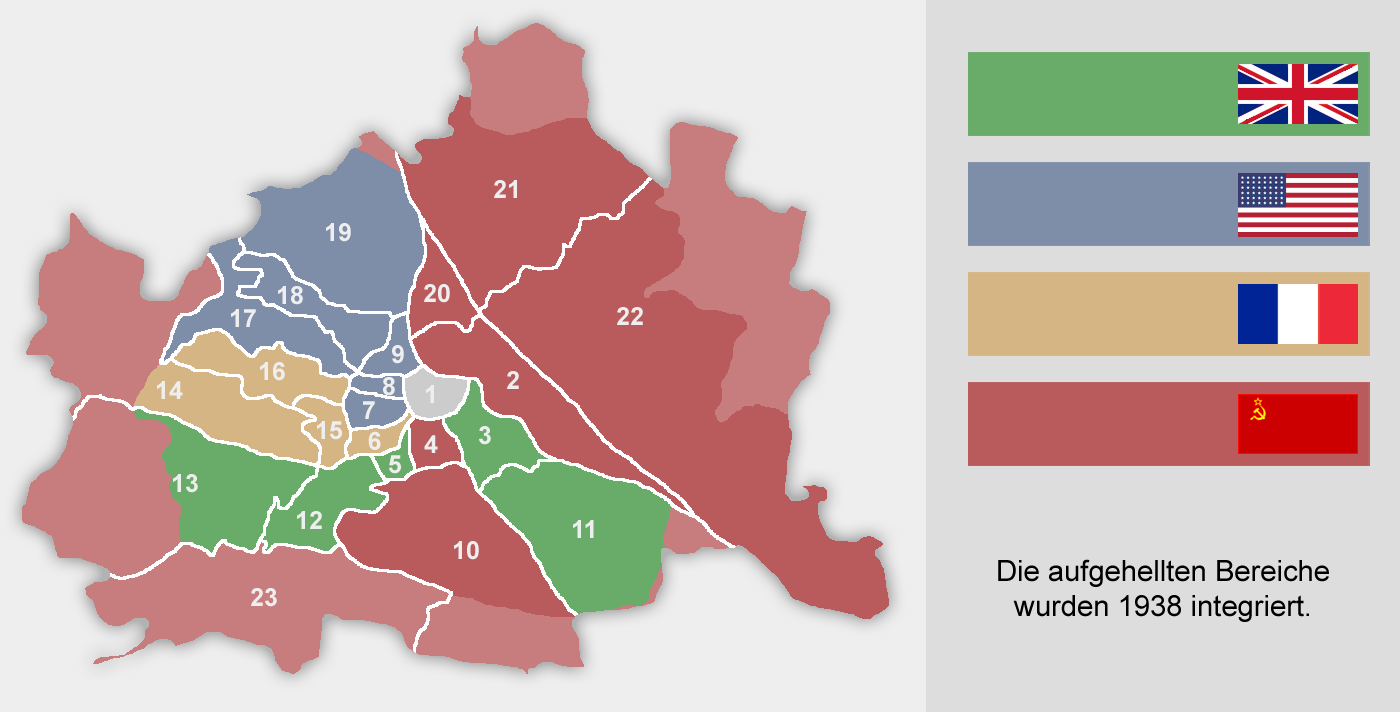
Viena ocupada

Viena, igualmente como Berlim, foi dividida após a Segunda Guerra Mundial em quatro zonas de ocupação aliada:
- Zona de Ocupação Soviética
- Zona de Ocupação Francesa
- Zona de Ocupação Britânica
- Zona de Ocupação Americana

E ainda mais uma zona, a do centro, que era constantemente vigiada por todos os soldados aliados.

## Desocupação Soviética e a coexistência pacífica
Na União Soviética, com a morte de Stalin (em 1953), sobe ao poder Nikita Khrushchov. Khrushchov desocupa, militarmente, o território austríaco que Stalin havia ocupado quando ainda estava vivo, e o pretexto da desocupação soviética na Áustria era a Coexistência Pacífica, que era uma proposta de desarmar as duas grandes potências da Guerra Fria: União Soviética e Estados Unidos da América, o que foi visto com desconfiança por parte dos EUA. Uma outra justificativa era que essa ocupação militar sufocava a economia estatal soviética.

## Fonte
- http://mundofred.home.sapo.pt/paises/pt/austria.htm Em falta ou vazio |título= (ajuda)